# Sebastian Frankenberger

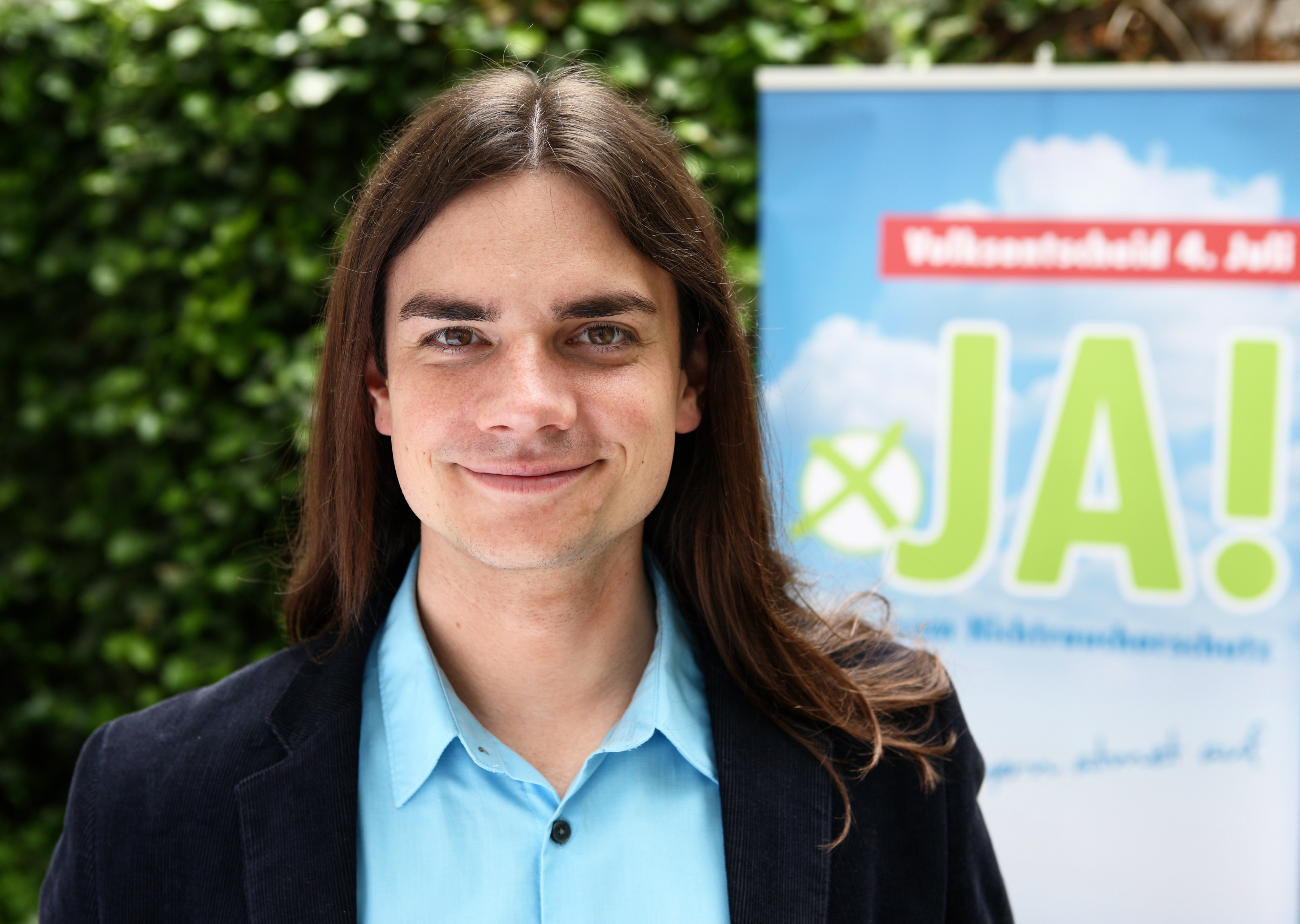
Sebastian Frankenberger (*1981)

Sebastian Frankenberger (Passau, 17 september 1981) is een voormalig Duits politicus voor de Ökologisch-Demokratische Partei (ÖDP). Hij bekleedde van 2010 tot 2014 het bondsvoorzitterschap van deze partij.

## Biografie
Hij bezocht het gymnasium in zijn geboortestad en studeerde daarna wis- en scheikunde aan de Universiteit van Regensburg. In 2003 wisselde hij van universiteit en studierichting en volgde een opleiding pastoraal werker aan de Universiteit van Passau. Hij voltooide deze studie echter niet en was nadien werkzaam in de toeristenindustrie en het pastoraat. Daarnaast was hij actief als toneelspeler. Vanaf 2008 was hij als leraar godsdienst verbonden aan een middelbare school.

### Politieke loopbaan
Aanvankelijk was Frankenberger actief binnen de CSU (o.a. de scholierenorganisatie van die partij), maar in 2004 werd hij lid van de Ökologisch-Demokratische Partei (ÖDP). Van 2008 tot 2011 zat hij namens deze partij in de gemeenteraad van Passau en was hij tevens plaatsvervangend secretaris van de Beierse ÖDP. Hij was initiator van campagne voor een volksraadpleging voor het behoud van het strenge rookverbod, dat de Beierse regering trachtte te versoepelen. Dit referendum werd, na het behalen van voldoende handtekeningen, op 4 juli 2010 gehouden. De meerderheid van de Beierse kiesgerechtigden (61%) sprak zich hierin uit vóór het strenge rookverbod én handhaving hiervan. Vanwege zijn rol in de campagne ontving hij haatmails en doodsbedreigingen. Ook werd hij in diverse horecagelegenheden geweerd Op 13 november 2010 werd Frankenberger in Regensburg tijdens een partijcongres gekozen tot bondsvoorzitter van de ÖDP. In die functie nam hij deel aan verschillende verkiezingen als lijsttrekker, maar werd nooit gekozen.
In juli 2014 gaf hij aan zich terug te willen trekken uit de politiek en in november van dat jaar legde hij zijn voorzitterschap neer. In februari 2015 trad Frankenberger uit onvrede over de koers van de ÖDP uit de partij. Sinds 2015 woont en werkt hij als gids in Opper-Oostenrijk en is hij gekozen tot lid van de Wirtschaftskammer Österreichs.

## Verwijzingen
- Gemeinsame Normdatei: 14388753X
- Virtual International Authority File: 169208171
- WorldCat: E39PBJghmJHD4QGy3Mh7Y4mw4q